# 日立市消防本部
日立市消防本部（ひたちししょうぼうほんぶ）は、茨城県日立市の消防部局（消防本部）である。

## 沿革
- 1950年 - 日立市消防本部・日立消防署を開設する。
- 1953年 - 救急業務を開始する。
- 1956年 - 多賀出張所（現：多賀消防署）を開設する。
- 1960年 - 久慈出張所を開設する。
- 1961年 - 加性(かしょう)出張所を開設する。
- 1962年 - 消防本部庁舎を新築する。
- 1970年 - 臨港出張所を開設する。消防艇を配備する。
- 1973年 - 臨港出張所が臨港消防署に昇格する。
- 1974年 - 北部出張所（現：北部消防署）を開設する。
- 1979年 - 大沼出張所を開設する。
- 1980年 - 西部機関員派出所を開設する。
- 1994年 - 初の高規格救急車を日立消防署に配備する。
- 1995年 - 田沢出張所を開設する。
- 2004年 - 多賀郡十王町を編入合併する。高萩市と十王町が設立していた高萩市・十王町事務組合を高萩市・日立市事務組合に改組し、旧十王町の区域の常備消防事務は高萩市・日立市事務組合消防本部が管轄する。
- 2004年10月23日 新潟県中越地震に緊急消防援助隊を派遣。
- 2008年 - 消防拠点施設を新築し、消防本部および日立消防署を同施設に移転。加性出張所閉所。十王地区の消防事務を日立市消防本部が管轄する②とになり、高萩市・日立市事務組合消防本部十王消防署を北部消防署十王出張所とする。なお、高萩市・日立市事務組合消防本部は解散し、単独で高萩市消防本部となる。
- 2011年 - 東日本大震災に緊急消防援助隊を派遣。
- 2012年 - 高度救助隊が発足。同時に救助工作車III型を更新する。
- 2014年 - 総務省消防庁から津波・大規模風水害対策車の無償貸与を受ける。
- 2016年 - 多賀消防署が移転[1]
- 2020年 - 南部消防署が開設。それに伴い、多賀消防署(大沼出張所)管内の一部と臨港消防署・久慈出張所の管轄が再編[2][3]。

## 組織
- 本部 - 総務課、警防課、予防課
- 消防署

## 主力機械
2020年3月末現在
- 消防ポンプ自動車：8
- はしご付消防自動車：3
- 化学消防ポンプ自動車：2
- 救助工作車：2
- 津波･大規模風水害対策車:1
- 水難救助車：1
- 救急自動車：8
- 消防艇：1
- 救助艇：1

## 消防署

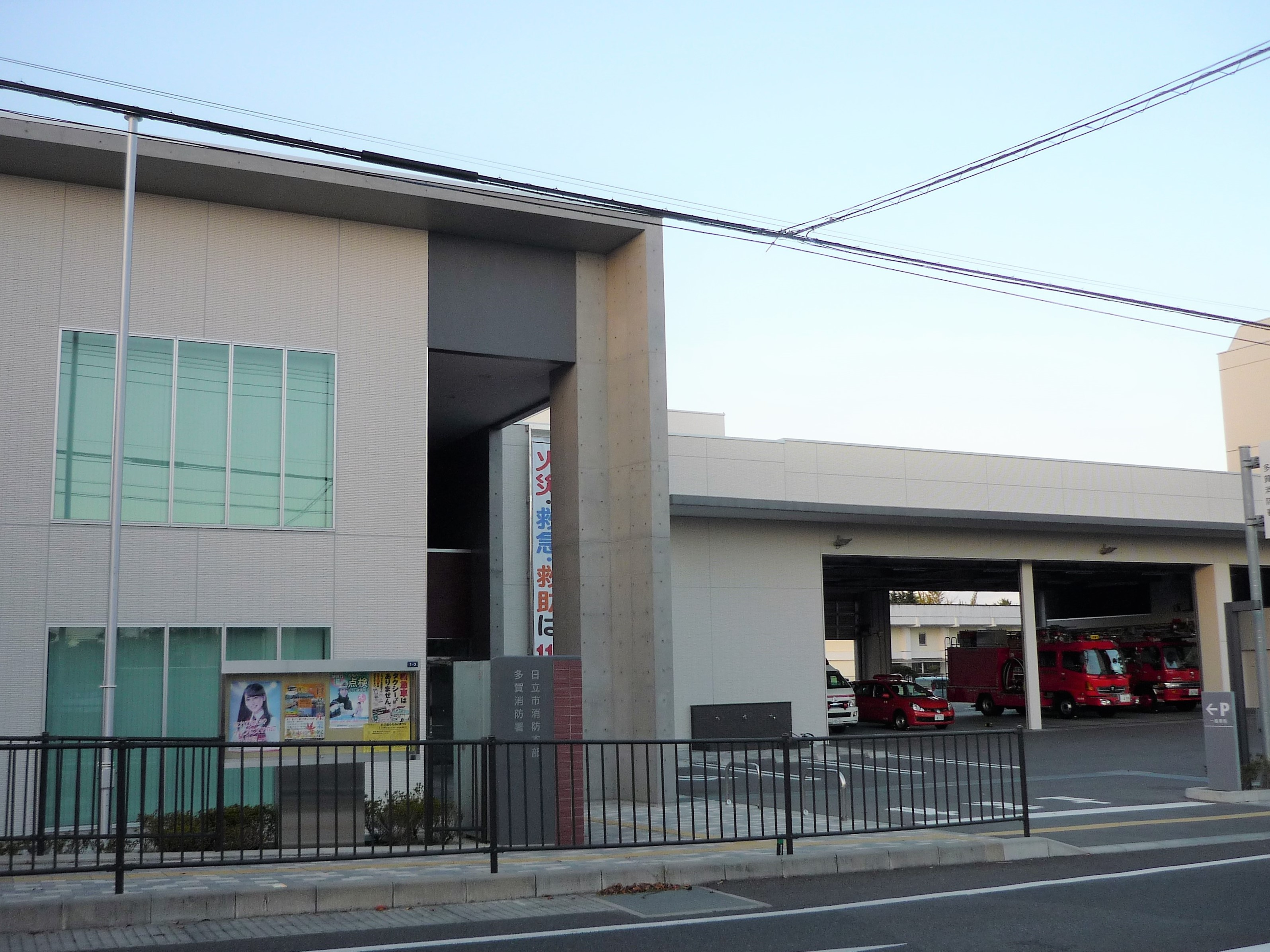
多賀消防署

| 消防署     | 住所           | 出張所                | 機関員派出所         |
| ---------- | -------------- | --------------------- | -------------------- |
| 日立消防署 | 神峰町2-4-1    | 田沢：滑川本町5-13-20 | 西部：東河内町1947-4 |
| 北部消防署 | 日高町3-22-15  | 十王：十王町友部1590  | なし                 |
| 多賀消防署 | 末広町1-1-3    | なし                  | なし                 |
| 南部消防署 | 大みか町6-20-5 | なし                  | なし                 |

- 多賀消防署

かつての消防署
- 大沼出張所：大沼町3-37-8
- 臨港消防署:久慈町1-3-18
  - 久慈出張所：久慈町7-1-1